# Galago
Pour les articles homonymes, voir Galago (homonymie).
Genre
Statut CITES
Galago est un genre qui rassemble des primates d'Afrique de la famille des Galagonidae et comprenant un nombre d'espèces variable selon les auteurs. Ils ont pour nom usuel « galago », comme tous les membres de la famille des Galagonidés.

## Description
Ces petits primates possèdent une queue plus longue que le corps, au bout touffu et pouvant aller jusqu’à 30 centimètres. Sur leur face large se remarquent deux petites oreilles pointues et deux grands yeux noirs globuleux. Les galagos peuvent mesurer de 20 à 80 centimètres et sont pourvus d'une fourrure laineuse et molle d’une teinte grisâtre ou brunâtre. Leur regard est fixe.
Leurs pattes munies de griffes très solides leur servent à monter facilement et agilement aux arbres.

## Habitat
Il habite exclusivement en Afrique dans les savanes arbustives, dans des plantations, dans les jardins et parfois dans les régions montagneuses. Il se loge dans les creux des arbres, qu’il creuse à l’aide de ses griffes. On peut en apercevoir dans le sud de l’Afrique et le sud du Sahara.
On peut aussi trouver certains galagos à Madagascar ou sur certaines îles alentour.

## Régime alimentaire et mœurs
Le galago est omnivore et se nourrit en général de la gomme des arbres, d'insectes, de coléoptères, de jeunes pousses et de fleurs, mais il peut parfois s’en prendre à des petits mammifères.
Ce petit primate se déplace en sautant d’arbre en arbre, un peu comme un kangourou. Son activité est essentiellement nocturne. Pour marquer son territoire, il humecte ses pattes d'urine, laquelle imprègne de son odeur tous les lieux où il passe. Lorsqu'il se sent menacé, le galago se place en position de boxeur, en crachant et en jacassant. Il est rapide et précis dans ses mouvements et peut faire des bonds atteignant cinq mètres de hauteur. On a observé que les chimpanzés chassaient et dévoraient les galagos en se servant de lances.

## Classification
Ce genre a été décrit pour la première fois en 1796 par le zoologiste français Étienne Geoffroy Saint-Hilaire (1772-1844).

### Liste des espèces
Selon la troisième édition de Mammal Species of the World, de 2005 :
- Groupe de Galago senegalensis

Galago senegalensis É. Geoffroy Saint-Hilaire, 1796 — Galago du Sénégal,
Galago moholi A. Smith, 1836
Galago gallarum Thomas, 1901 - Galago de Somalie
- Groupe de Galago matschiei

Galago matschiei Lorenz, 1917 - Galago du Congo,
- Groupe de Galago alleni

Galago alleni Waterhouse, 1838 — Galago d'Allen
Galago gabonensis Gray, 1863 — Galago du Gabon
Galago cameronensis Peters, 1876 — Galago du Cameroun
- Groupe de Galago zanzibaricus

Galago zanzibaricus Matschie, 1893 — Galago de Zanzibar
Galago granti Thomas & Wroughton, 1907
Galago nyasae Elliot, 1907 — Galago du Malawi
- Groupe de Galago orinus

Galago orinus Lawrence & Washburn, 1936
Galago rondoensis Honess, 1997 - Galago de Rondo
- Groupe de Galago demidoff

Galago demidoff G. Fischer, 1806 — Galago de Demidoff
Galago thomasi Elliot, 1907 — Galago de Thomas

## Relations avec l'Homme
- Bernhard Grzimek avait apprivoisé un galago. Il en est de même de George Cansdale qui a consacré un ouvrage à son « bushbaby ».